# Francesca Archibugi
Francesca Archibugi, född 19 maj 1960 i Rom, är en italiensk filmregissör och manusförfattare.

## Utmärkelser
Archibugis filmer har vunnit sex David di Donatello-priser.

## Filmografi i urval
- 1988 – Mignon è partita (regi)
- 1991 – Verso sera (regi)
- 1993 – Den stora pumpan (manus och regi)
- 1998 – L'albero delle pere (manus och regi)
- 2009 – Questione di cuore (manus och regi)
- 2016 – Galna av lycka (manus)
- 2018 – En sista semester (manus)
- 2022 – Kolibrin (film) (manus och regi)
- 2024 – La Storia – ett krigsöde (TV-serie) (regi)